# Pseudomonocelis hoplites
Pseudomonocelis hoplites är en plattmaskart som beskrevs av Curini-Galletti 1997. Pseudomonocelis hoplites ingår i släktet Pseudomonocelis och familjen Monocelididae. Inga underarter finns listade i Catalogue of Life.